# Kim Busch
Kim Busch (Dordrecht, 16 de junio de 1998) es una deportista neerlandesa que compite en natación, especialista en el estilo libre.
Ganó dos medallas en el Campeonato Mundial de Natación, en los años 2017 y 2024, y siete medallas en el Campeonato Mundial de Natación en Piscina Corta entre los años 2016 y 2022.
Además, obtuvo dos medallas en el Campeonato Europeo de Natación, en los años 2018 y 2022. y dos medallas en el Campeonato Europeo de Natación en Piscina Corta de 2021.
Participó en los Juegos Olímpicos de Tokio 2020, ocupando el cuarto lugar en la prueba de 4 × 100 m libre.

## Palmarés internacional
| Campeonato Mundial                  | Campeonato Mundial    | Campeonato Mundial | Campeonato Mundial   |
| Año                                 | Lugar                 | Medalla            | Prueba               |
| ----------------------------------- | --------------------- | ------------------ | -------------------- |
| 2017                                | Budapest (Hungría)    | Medalla de bronce  | 4 × 100 m libre      |
| 2024                                | Doha (Catar)          | Medalla de oro     | 4 × 100 m libre      |
| Campeonato Mundial en Piscina Corta |                       |                    |                      |
| Año                                 | Lugar                 | Medalla            | Prueba               |
| 2016                                | Windsor (Canadá)      | Medalla de plata   | 4 × 50 m libre       |
| 2018                                | Hangzhou (China)      | Medalla de plata   | 4 × 50 m libre       |
| 2018                                | Hangzhou (China)      | Medalla de plata   | 4 × 100 m libre      |
| 2018                                | Hangzhou (China)      | Medalla de bronce  | 4 × 50 m estilos     |
| 2021                                | Abu Dabi (EAU)        | Medalla de bronce  | 4 × 50 m libre       |
| 2021                                | Abu Dabi (EAU)        | Medalla de bronce  | 4 × 50 m estilos     |
| 2022                                | Melbourne (Australia) | Medalla de bronce  | 4 × 50 m libre       |
| Campeonato Europeo                  |                       |                    |                      |
| Año                                 | Lugar                 | Medalla            | Prueba               |
| 2018                                | Glasgow (Reino Unido) | Medalla de plata   | 4 × 100 m libre      |
| 2022                                | Roma (Italia)         | Medalla de bronce  | 4 × 100 m libre      |
| Campeonato Europeo en Piscina Corta |                       |                    |                      |
| Año                                 | Lugar                 | Medalla            | Prueba               |
| 2021                                | Kazán (Rusia)         | Medalla de oro     | 4 × 50 m libre mixto |
| 2021                                | Kazán (Rusia)         | Medalla de plata   | 4 × 50 m libre       |